# Messalina, Messalina!
Messalina, Messalina! è un film italiano del 1977, diretto da Bruno Corbucci.

## Trama
Messalina, moglie infedele dell'Imperatore Claudio (successore di Caligola) ha numerose avventure. I ripetuti tradimenti perpetrati all'insaputa di Claudio, restano impuniti. Tuttavia, alla fine tutto finisce in un comico bagno di sangue quando l'Imperatore rincasato prima del previsto scopre un'orgia che si sta svolgendo nel suo palazzo. Claudio e i suoi soldati trucidano quasi tutti i partecipanti all'orgia, ma Messalina si salverà mettendosi, poi, a fare la prostituta d'alto bordo con Babà (Milian) come protettore.

## Produzione
Nonostante il titolo che utilizzò sul mercato internazionale, Caligula II: Messalina, Messalina, il film non è un sequel del film Io, Caligola di Tinto Brass. Durante la post-produzione di Io, Caligola, il co-produttore Franco Rossellini volle riutilizzare le costose scenografie e i costumi utilizzati nel film di Brass, temendo che il film non sarebbe mai uscito nelle sale causa censura. Quindi in Messalina, Messalina!, scenografie e costumi, come indicato nei titoli di testa, sono gli stessi del film di Brass, disegnati da Danilo Donati e utilizzati senza il permesso di quest'ultimo.

## Distribuzione
Il film è stato distribuito nei cinema italiani il 25 agosto 1977 dopo il taglio di diverse scene e con il divieto per i minori di 18.
È  stato distribuito per la prima in dvd a luglio 2021 dalla Mustang Entertainment in versione integrale senza censure anche se purtroppo il master non ha subìto alcun intervento di restauro